# Wilhelm Hermann
Wilhelm Hermann, írói álneve: Arminius (Fehéregyháza, 1871. június 28. – Brassó, 1918. június 11.) erdélyi szász evangélikus lelkész, író

## Élete
Apja Fehéregyházán volt lelkész. Általános és középiskolai tanulmányait Segesváron végezte. Az itteni gimnáziumban tanított a költő Michael Albert, aki komoly hatást gyakorolt rá. A gimnázium után a jénai és a Hallei Egyetemen teológiát, filozófiát és germanisztikát hallgatott. Erdélybe való visszatérése után a Kolozsvári Egyetemen magyar nyelvet és irodalmat tanult. Tanulmányai végeztével a felsőbb népiskolát vezette, majd 1900-ban Kőhalom lelkésze lett, később Homoród lelkészévé választották.
A Sächsische Regener Wochenblatte és a Repser Bergvogtes című lapok szerkesztője, valamint a Bergglocke című erdélyi német irodalmi-esztétikai magazin alapítója és szerkesztője volt.

## Főbb művei
- Robert Walther, ein Roman in Briefen und Tagebuchblättern (regény)
- Des Burghüters Töchterlein (dráma)
- Bild aus der Vergangenheit der Siebenbürgener Sachsen
- Die Repser Burg in Lied und Wort (monográfia)
- Jugendpfade (versek)